# Liste des personnages d'Albator
 (août 2015).
- Si vous ne connaissez pas le sujet, laissez ce bandeau (vous pouvez alors contacter les auteurs).
- Si vous supprimez le contenu mis en cause (vous pouvez préalablement contacter les auteurs),

argumentez précisément cette suppression dans la page de discussion
(un manque de référence n'est pas un argument ; une recherche réelle de référence doit avoir été effectuée, être formellement documentée).
Voici la liste des personnages des mangas et séries animées mettant en scène le personnage d'Albator à savoir Capitaine Albator, L'Anneau des Nibelungen, Albator, le corsaire de l'espace, CosmoWarrior Zero et Albator 84 par ordre alphabétique.

## Pirates

### Albator
Albator apparaît dans les mangas Capitaine Albator, Galaxy Express 999, L'Anneau des Nibelungen et les animes Albator, le corsaire de l'espace (Albator 78), Galaxy Express 999, Albator 84 et les films Galaxy Express 999, Albator 84 : L'Atlantis de ma jeunesse. Son nom japonais est Harlock.

Personnage central. C'est le capitaine de l'Arcadia. Il est épris de justice et de liberté, il dirige fermement son équipage pour défendre la Terre, avec un sens de l'honneur qui lui fait refuser tout compromis. Jadis inséparable de son ami d'enfance Tochiro il lui reste tout de même fidèle en respectant ses dernières volontés qui étaient d'élever sa fille sur Terre.
Il a perdu un œil et fut balafré, lui donnant cette cicatrice inconique. 
Dans Albator 78, Albator apparait comme un défenseur de la Terre en luttant lui et son équipage contre l'invasion des Sylvidres. Il a été renié de la Terre à cause de son statut de pirate en refusant de se soumettre aux règles établies sur Terre, tout en lui restant fidèle, même s'il était activement traqué par le chef Vilak et le ministre.
Dans Albator 84, il recherche la planète idéale où lui et ses amis pourraient vivre en paix. 
Sa tenue est majoritairement noire avec le symbole du Jolly Roger, y compris son pantalon qui est de couleur claire dans Albator 78.

### Ban
Le Docteur Ban apparaît dans l'anime Albator 84.

Le Docteur erre dans l'espace avec la petite Rebby à la recherche du père de celle-ci. Il sera recueilli à bord de l'Arcadia et en deviendra le médecin de bord. Il porte le même nom que le père de Maetel et d'Emeraldas.

### Great Harlock
Great Harlock apparaît dans le manga L'Anneau des Nibelungen.

Great Harlock est le père d'Albator.

### Kei Yūki (Nausicaa dans Albator 78 et Albator 84)
Kei Yūki apparaît pour la première fois dans le manga Capitaine Albator et les animes Albator, le corsaire de l'espace et Albator 84, dans lesquels elle s'appelle Nausicaä.

Jeune fille blonde faisant partie de l'équipage de l'Arcadia. Elle est officier supérieur chargée de la navigation. Elle est également la fille d'un scientifique assassiné. À la fin d'Albator 78, on devine qu'elle va devenir la femme de Tadashi. Dans Albator 84, Kei s'enrôle dans l'équipage de l'Arcadia à la mort de son père qui s'est sacrifié. Albator n'a pas pu le sauver. Elle voue un amour secret au capitaine. Elle connaît l'emplacement de la planète idéale. Kei signifie "luciole". Selon Leiji Matsumoto, ce personnage incarne la lumière qui guide notre route.

### Machi (Maris dans Albator 78)
Machi apparaît pour la première fois dans le manga Capitaine Albator et les animés Albator, le corsaire de l'espace, dans lesquels il s'appelle Marisse.

C'est le mécano de l'Arcadia. Il a épousé une Sylvidre et essaye de retrouver sa fille, Madelaine, enlevée par ces dernières. Il a servi sous les ordres du capitaine de la marine terrienne Tornadéo, puis a ensuite rejoint Albator.

### Masu (Suzanne dans Albator 78)
Masu apparaît pour la première fois dans le manga Capitaine Albator et les animes Albator, le corsaire de l'espace, dans lesquels elle s'appelle Suzanne.

La cuisinière de l'Arcadia et semble s'être vouée une guerre avec le docteur Zéro.

### Mii
Mii apparaît pour la première fois dans le manga Capitaine Albator et l'anime Albator, le corsaire de l'espace, dans lesquels il s'appelle Miaou.

Le chat du docteur Zéro. Il rend folle furieuse Masu, la cuisinière.

### Miimé (Clio dans Albator 78/ Mima dans Albator 84)
Miimé apparaît pour la première fois dans les mangas Capitaine Albator, L'Anneau des Nibelungen et les animes Albator, le corsaire de l'espace, dans lesquels elle s'appelle Clio, et Albator 84, dans lequel elle s'appelle Mima.

C'est une extra-terrestre aux longs cheveux bleus, dernière survivante de sa planète, sauvée par Albator. Se nourrissant d'alcool, elle vient de la planète Jura, ravagée par une guerre nucléaire et dont la population a été entièrement exterminée par des plantes rendues carnivores par les Sylvidres. Elle est aussi la confidente d'Albator, et lui est dévouée entièrement. Bien qu'elle n'ait pas de fonction officielle à bord de l'Atlantis, elle se rendra utile en aidant le docteur Zéro pour soigner les blessés et elle donnera à plusieurs reprises de précieux conseils. On verra dans l'épisode 15 de Albator, le corsaire de l'espace qu'elle a un pouvoir plutôt redoutable, Albator lui disant à ce propos Mieux vaut être ami avec toi. D'une personnalité sensible et d'une acuité qui dépasse de loin celle des humains, cela fait d'elle un personnage de la plus haute importance dans l'équipage et elle n'hésitera pas à prendre les armes pour sauver Albator. Dans Albator 84, elle est au service des humanoïdes. Elle les trahira et se rangera aux côtés du capitaine.

Dans L'Anneau des Nibelungen, son histoire est très différente. Elle a plus de 650 millions d'années d’existence et est l'une des dernières survivante de son espèce, les Nibelungen, avec son frère, Albérich. Elle était déjà à bord du vaisseau du père d'Albator Great Harlock et a donc connu Albator et Toshirô alors qu'ils étaient enfants.

### L'Oiseau
L'Oiseau apparaît pour la première fois dans le manga Capitaine Albator.

Souvent sur l'épaule d'Albator, cet oiseau suit ses aventures depuis longtemps. Bien que stylisé, son long bec indique qu'il s'agit sans doute d'un cormoran, et non d'un corbeau comme il est parfois affirmé. En Chine, le cormoran est apprivoisé pour être utilisé pour la pêche.
Avant d'être adopté par Albator, l'oiseau est d'abord celui de Toshiro, le constructeur de l'Atlantis. Il est devenu inconsolable après la mort de celui-ci, et le moindre souvenir de son ancien maître le fait beaucoup pleurer. Ce qui oblige l'équipage à nouer son bec avec un chiffon. On le voit donc souvent à la fois avec des larmes qui jaillissent de ses yeux et le bec noué.

### Rebby
Rebby apparaît dans l'anime Albator 84, dans lequel elle s'appelle Lydia.

C'est une gamine qui cherche son père à travers l'espace. Elle est recueillie avec son grand-père, docteur, et restera sur l'Arcadia jusqu'à la fin. Albator la protège comme sa fille. Elle peut faire penser à la Mayu de la série de 1978.

### Tadashi Daiba (Ramis Valente dans Albator 78)
Tadashi Daiba apparaît pour la première fois dans le manga Capitaine Albator, L'Anneau des Nibelungen et l'anime Albator, le corsaire de l'espace, dans lesquels il s'appelle Ramis Valente.

Dans chaque histoire d'Albator, il y a toujours un Tadashi. Ce personnage sert d'identifiant au jeune lecteur qui découvre ainsi le milieu pirate avec des yeux innocents et en idolâtrant le capitaine du vaisseau : Albator. C'est pour cela que Tadashi apparaît plusieurs fois où il rencontre Albator de façon différentes. C'est le personnage qui rêve de suivre les traces d'Albator. Dans Capitaine Albator et Albator, le corsaire de l'espace, il voit son père se faire assassiner par les sylvidres et, dégoûté par le comportement des humains, décide de rejoindre l'Arcadia (l'Atlantis dans Albator 78). Il est accusé de "haute trahison" par le gouvernement planétaire. Souvent en désaccord avec Albator, il évolue cependant au cours de la série. Sa mère est morte lors d'une catastrophe sur Triton, ses appels au secours n'ayant pas été entendus par un gouvernement préoccupé par une partie de golf... Dans L'Anneau des Nibelungen, son père est déjà mort et a connu Maetel et Albator. Albérich lui demande de forger l'anneau des Nibelungens. Tadashi signifie "être juste".

### Tadashi Monono
Tadashi Monono apparaît pour l'anime Albator 84, dans lequel il s'appelle Johnny.

Autre version de Tadashi. C'est le jeune garçon qu'Albator recueille sur une planète. Le jeune homme a voulu le défier bravement. Il devient fidèle au capitaine mais lui cause aussi pas mal de soucis.

### Yattaran (Alfred dans Albator 78)
Yattaran apparaît pour la première fois dans les mangas Capitaine Albator, L'Anneau des Nibelungen et l'anime Albator, le corsaire de l'espace, dans lesquels il s'appelle Alfred.

Le lieutenant de l'Arcadia. C'est un flemmard passionné de modèles réduits et apparemment autiste, mais dès qu'une bataille éclate, il est au premier rang. Meilleur mathématicien mondial, il a eu le cœur brisé par un chagrin d'amour dans sa jeunesse. C'est un officier chargé de l'armurerie qui connaît l'Atlantis aussi bien que son capitaine. À ne pas confondre avec Tochīro, également nommé Alfred dans Albator 84...

### Docteur Zéro
Le Docteur Zéro apparaît pour la première fois dans le manga Capitaine Albator et l'anime Albator, le corsaire de l'espace.

Le médecin de bord de l'Arcadia est aussi bon praticien qu'amateur d'alcool. Ancien médecin dans un dispensaire d'une banlieue pauvre, il embarquera sur l'Arcadia avec son seul ami, son chat Mii. Sa "meilleure ennemie" est Mazu, la cuisinière du bord, une vieille fille colérique...

## Famille Tochiro

### Andromeda Promethium
La Reine Andromeda Promethium apparaît dans le manga Galaxy Express 999, l'anime Galaxy Express 999 et le film Galaxy Express 999.

C'est la belle-mère de Toshirō et la reine de l'Empire Mécanique. Maetel semble s'inquiéter d'arriver sur sa planète.

### Docteur Ōyama
Le Docteur Ōyama apparaît dans le manga L'Anneau des Nibelungen.

C'est le père de Tochirō.

### Emeraldas (Esmeraldas dans Albator 78)
Emeraldas apparaît dans les mangas Capitaine Albator, Galaxy Express 999, L'Anneau des Nibelungen et les animes Albator, le corsaire de l'espace et Albator 84 dans lesquels elle s'appelle Esméralda, Galaxy Express 999 et les films Galaxy Express 999, Albator 84 : L'Atlantis de ma jeunesse, dans lequel elle se fait également appeler Esméralda.

C'est la compagne de Tochiro et amie d'Albator, elle suit son compagnon jusque dans la mort mais pourtant réapparaît sur l'Île aux pirates. Elle porte une balafre au visage. C'est la mère de Mayu. Elle combat elle aussi pour la liberté. Alter ego féminin d'Albator, elle porte le même costume et la même balafre, mais n'est pas borgne. C'est dans Albator 84 : L'Atlantis de ma jeunesse qu'elle se fait balafrer.

### Maetel
Maetel apparaît dans les mangas L'Anneau des Nibelungen et Galaxy Express 999, l'anime Galaxy Express 999 et les films Galaxy Express 999.

C'est la belle-sœur de Tochiro. Elle est la sœur d'Emeraldas. Elle offre un laissez-passer pour le 999 à Tetsurô.

### Mayu Oyama (Stellie dans Albator 78)
Mayu Oyama apparaît dans l'anime Albator, le corsaire de l'espace, dans lequel elle s'appelle Stellie.

Mayu est la fille de Tochiro. C'est une petite fille aux cheveux bleus, fille de feu Tochiro Oyama, l'ami d'Albator. Ce dernier a juré de s'en occuper. Elle doit rester et grandir sur Terre, comme son père l'avait souhaité mais elle est dans un orphelinat. Mayu est un personnage-clef de la série Albator 78, elle servira d'abord à Kiruta qui tente de capturer Albator. Puis elle souffrira au pensionnat, victime d'une directrice cupide. Et finalement elle sera prise en otage par les Sylvidres qui essaient d'éloigner Albator de la Terre pour pouvoir l'envahir. Son nom a été changé en Stellie dans la série de 1978. (A noter que ce personnage n'est aucune fois mentionné dans le manga original Capitaine Albator, ce qui laisse penser que c'est une création ajoutée que pour la série Albator, le corsaire de l'espace).

### La Mère de Tochirō
La Mère de Tochirō apparaît dans le manga Galaxy Express 999, l'anime Galaxy Express 999 et le film Galaxy Express 999.

Habitant sur Titan, elle donne à Tetsurō le chapeau, la cape et le cosmogun de son fils, Tochirō, pour aider Tetsurō.

### Tochirō Yama
Tochirō yama est cité dans les mangas Capitaine Albator, Galaxy Express 999, L'Anneau des Nibelungen et les animes Albator, le corsaire de l'espace, Galaxy Express 999, Albator 84, où il est appelé Alfred, et les films Galaxy Express 999, Albator 84 : L'Atlantis de ma jeunesse.

Il est né sur Terre mais a grandi sur Titan. C'est le compagnon de toujours d'Albator. Ils sont amis d'enfances. Tochirō a secrètement conçu et construit l'Arcadia sur une étoile éloignée. Il voue un amour fou à la femme pirate Emeraldas avec qui il a une fille, Mayu. Personnage attachant, très sympathique et sentimental, il meurt malheureusement d'épuisement à la suite de son travail titanesque sur l'Arcadia mais son âme reste présente dans l'ordinateur principal du vaisseau et sauve l'équipage à de nombreuses reprises en prenant le contrôle de l'appareil. Dans Albator 84, on apprend que l'amitié entre Albator et lui s'est transmise de génération en génération et remonte à la Seconde Guerre mondiale. Il connaît tout sur le comte Mécanique.

## Sylvidres

### Sylvidra
La reine Sylvidra apparaît dans le manga Capitaine Albator et l'anime Albator, le corsaire de l'espace. Son nom japonais est Reine Lafresia.

La reine des toutes-puissantes Sylvidres. Elle veut se réapproprier la Terre pour les siens qui l'ont colonisée il y a des millénaires à la suite d'une catastrophe sur leur planète originelle qui a été détruite. Elle cherchera à amener son Armada Royale sur Terre. Cependant, la résistance d'Albator l'obligera à des actions jusqu'au-boutistes et répressives. Pourtant dans l'épisode 26, elle avouera à Albator et Clio que c'est elle qui à chaque fois a sauvé l'Atlantis, (durant les batailles de l'épisode 1 à 26), car selon elle il était indispensable qu'elle conserve un adversaire pour galvaniser son peuple et lui donner la force de continuer le combat, ce qui choquera Clio et amusera Albator. Il s'agit de l'unique Sylvidre « métisse » (son épiderme est moins bleu et elle saigne comme une Terrienne), ce qui laisse augurer qu'elle pourrait en fait être à l'origine de toute l'espèce humaine. À la fin de son dernier duel épique contre Albator, elle s'avouera vaincue et partira avec ce qui reste de sa flotte.
Cela n'est pas dit dans l'anime Albator 78, mais Sylvidra se proclamera par la suite reine absolue de l'univers infini tout entier, à l'exception de la Terre qui se présentera comme le village d'Astérix dans la célèbre BD.

### Cassandra
Le Commandant Cassandra apparaît pour la première fois dans l'anime Albator, le corsaire de l'espace sous le nom Cathan.

Commandante en chef des escadres avancées de l'Armada Royale, elle est une redoutable adversaire, même pour Albator et son impressionnant tableau de chasse ne comprend que des victoires. Pour elle, toute action militaire qui faciliterait le déplacement de l'Armada Royale est bonne à prendre, notamment ne plus assurer la protection des civils, qui sont à ses yeux, un poids négligeable et sans importance mais qui demande beaucoup trop d'efforts de la part des militaires. Elle participera également à la vague de répression des civils qui cherchent à s'éloigner de l'Armada Royale. Elle mourra dans un piège tendu par Albator proche de l'Étoile Pourpre quand son vaisseau amiral se fera éperonner par l'Atlantis.

### Cléo
Le Commandant Cléo apparaît pour la première fois dans l'anime Albator, le corsaire de l'espace sous le nom Créa.

Commandante en chef de l'Armada Royale, elle restera fidèle à Sylvidra jusqu'à la fin. Elle prônera souvent d'entreprendre des actions militaires mais fera aussi souvent preuve de retenue et également de réflexion tout en suivant à la lettre les ordres donnés par la reine Sylvidra. C'est elle qui est à l'origine de l'idée de prendre en otage Mayu pour éloigner Albator de la Terre. Elle mourra d'un coup de poignard au cœur lancé par Tadashi.

### Elza
Elza apparaît pour la première fois dans l'anime Albator, le corsaire de l'espace.

Elle est chef d'une escadrille de chasseurs. Cette Sylvidre aura eu l'honneur de capturer Yataran durant un combat spatial contre l'Atlantis. Elle recevra l'ordre de son supérieur d'essayer de lui soutirer le plus d'informations possibles concernant l'Atlantis. Elza utilisera l'amour que Yataran porte aux modèles réduits pour tenter d'arriver à ses fins mais, heureusement pour Albator, elle échouera dans sa mission car Yataran est quand même, après Tochîro, la personne qui connaît le mieux l'Atlantis. Elza mourra d'un tir laser tiré dans le dos par Miimé.

### Hysterius
Hysterius apparaît pour la première fois dans le manga Capitaine Albator.

Officier sylvidre.

### Jojibell
Jojibell apparaît pour la première fois dans le manga Capitaine Albator.

Officier sylvidre qui sera suffisamment touchée par les sentiments humains pour en faire part à sa reine.

### Lola
Lola apparaît pour dans l'anime Albator, le corsaire de l'espace sous le nom Erosa.

Commandante détachée de la Station Lune, Erosa est une Sylvidre qui aura la lourde tâche de mener une offensive contre l'Atlantis. Elle se fera capturer vivante plus tard par Yataran et Tadashi. Sylvidre d'une beauté quasi parfaite, envoûtante et surnaturelle, elle réussit à hypnothiser Tadashi, chargé par Albator de sa surveillance, en se faisant passer pour sa mère (morte en réalité sur Triton alors que Tadashi était seulement âgé de 6 ans). Mais sa puissance mentale est telle que Tadashi mord à l'hameçon sans se poser de questions et révèle certains secrets sur l'Atlantis. Il l'aide à s'échapper vers Vénus. Après cet épisode douloureux, Tadashi ne cherchera qu'à se venger et surmontera la mort de sa mère en tuant Erosa dans un combat spatial.

### Lucia
Lucia apparaît pour dans l'anime Albator, le corsaire de l'espace sous le nom Rubya.

Lucia est une sylvidre civile. Elle s'échappe de l'emprise des Sylvidres avec Tolus et trouve refuge sur l'Atlantis momentanément. Elle décide finalement d'accompagner Tolus dans son combat ultime contre l'Armada Royale et ils meurent tous les deux. Son attachement à Tolus signifie qu'il y a des divergences au sein de l'Armada.

### Mezon
Mezon apparaît pour la première fois dans le manga Capitaine Albator.

Officier sylvidre.

### Midori
Midori apparaît pour dans l'anime Albator, le corsaire de l'espace sous le nom Madelaine.

Fille d'une Sylvidre et de Machi, plusieurs années avant l'engagement de ce dernier à bord de l'Atlantis. Elle sera capturée par les Sylvidres peu de temps après la mort de sa mère. Cet événement poussera Machi à s'engager à bord de l'Atlantis dans l'espoir de retrouver sa jeune fille et de la sauver. Malheureusement, quand son père la retrouvera enfin, elle sera totalement dévouée aux Sylvidres (ayant sans doute subie un lavage de cerveau), et Machi sera contraint de la tuer en détruisant son vaisseau amiral avec l'Atlantis.

### Nurêm
Nurêm apparaît pour la première fois dans le manga Capitaine Albator.

Officier sylvidre capturée par Albator.

### Shizuka Namino
Shizuka Namino apparaît dans le manga Capitaine Albator et l'anime Albator, le corsaire de l'espace, dans lesquels elle s'appelle Jasmine.

L'assistante du Premier Ministre qui se révèle être une espionne sylvidre. Dans le manga, elle monte à bord de l'Atlantis comme passagère clandestine grâce à Tadashi. Dans l'anime, elle tente d'assassiner le Premier Ministre terrien pour faire inculper le commandant Kiruta (Vilak) puis le libérer pour monter à bord de l'Atlantis. Albator découvre les origines de Shizuka et accorde, par la suite, son asile sur son vaisseau après qu'elle a abandonné Sylvidra, et que celle-ci ordonne qu'elle soit tuée. Incapable de retourner à la caravane des Sylvidres, Shizuka, montrant de l'admiration pour les actions nobles d'Albator, le force à la tuer. Albator dit plus tard au commandant Kiruta, qu'elle était morte en héroïne luttant contre les Sylvidres. Elle porte de longs cheveux roux.

### Teshusse
Teshusse apparaît pour la première fois dans l'anime Albator, le corsaire de l'espace sous le nom Tessia.

Tessia est considérée comme la meilleure chercheuse scientifique civile de sa race par Cléo et la reine Sylvidra. On peut la considérer également comme la cheffe des branches civiles de l'Armada Royale. Elle s'inquiète notamment des rumeurs qui accuseraient un certain nombre de civils de vouloir émigrer sur une autre planète. Cette situation créera un contexte de méfiance entre elle et le commandant Cassandra notamment. Elle décide finalement de quitter l'Armada Royale pour se réfugier sur une planète avec un petit groupe de civils. Pour cet acte de trahison, Sylvidra chargera Cléo de les éliminer toutes.